# Acción Sánchez
Óscar Sánchez (Sevilla, 24 de febrero de 1977), más conocido como Acción Sánchez, es un DJ y productor de hip hop, miembro del grupo SFDK.
Comenzó en la música a principios de los años 90 y en 1997, grabó con SFDK su primer trabajo en formato profesional. Además de su trabajo con el grupo, ha participado en la producción y mezcla de trabajos de otros numerosos artistas.

## Biografía

### Con SFDK
En 1994 se unió a SFDK y en 1995 grabaron la segunda maqueta del grupo titulada Tras mil vueltas, comenzando a dar conciertos en su ciudad y a vender algunas copias en Andalucía. Ya como dúo junto a Zatu, cambiaron su nombre a Siempre Fuertes De Konciencia y grabaron una tercera maqueta, Esto va en serio (1996), logrando vender unas 800 copias y actuando fuera de Andalucía, en lugares como Alicante y Barcelona.
En 1996, la escena hip hop en España llevaba dos años en el mercado discográfico con el lanzamiento del primer LP de CPV, Madrid Zona Bruta. En 1997, se creó en Sevilla el primer sello discográfico especializado en rap, Zero por ciento, que lanzó el primer sencillo profesional de SFDK, Llámalo como lo quieras, por lo que la discográfica Zona Bruta se fijó en ellos y les ofreció un contrato discográfico, dando lugar a su primer LP, Siempre Fuertes (1999).
Con su segundo LP, Desde los chiqueros (2000), realizaron conciertos en Portugal y Francia. En 2003, lanzaron 2001 Odisea en el lodo y se unieron a la agencia Wild Punk, vendiendo unas 12 000 copias y realizando una gira extensa por la península y por México, Chile y Los Ángeles, donde actuaron en el Latin Alternative Music Conference (LAMC).
Tras una crisis con su discográfica, decidieron crear su propio sello, SFDK Records, en 2004. Autoprodujeron el maxi Después de... que se convirtió en el más vendido del hip hop español con 10,000 copias. Su siguiente trabajo, 2005, fue disco de oro con 40,000 copias vendidas. Realizaron otra gira extensa y comenzaron a producir otros grupos, como Jesuly, El Límite y Puto Largo (Dogma Crew).
En 2006, lanzaron el maxisencillo Original Rap, que se convirtió en maxi de oro con más de 10,000 copias vendidas. En marzo de 2007, lanzaron su quinto álbum, Los Veteranos, que vendió unas 30,000 copias.
En 2007, publicaron un DVD titulado The Blackbook con imágenes y documentos de su historia. En 2009, aparecieron en la serie en línea Malviviendo y lanzaron su sexto LP, Siempre Fuertes 2. En 2010, lanzaron la mixtape Tesoros y Caras B y el libro Curriculum Vitae.
En diciembre de 2011, lanzaron el doble LP Lista de invitados, y en diciembre de 2014, lanzaron su séptimo álbum, Sin miedo a vivir. En marzo de 2018, lanzaron su octavo álbum, Redención. En marzo de 2019, celebraron su 25 aniversario con un concierto ante 18,000 personas en la explanada del Monasterio de la Cartuja.
En marzo de 2022, lanzaron el maxisingle Cardioempatía y en marzo de 2023, su noveno disco, Inkebrantable, junto con el anuncio de una nueva gira por España.

### Con Hazhe
Junto al productor Hazhe, han sacado varios trabajos. En 2016, lanzan Meid In Espein Vol 2, con colaboraciones de Toteking, Zatu, Arkano, Skone, Gordo Master, Shotta, Little Pepe, Damon Robinson, Natos y Waor, Kaze, Nuñez, Prok, Lone, Sholo Truth, Foyone, entre otros;y en 2018 lanzan Hip Hop We Trust, con colaboraciones de Veneno Manuel, Clasiko & Klayt, Legendario, Karina Soro, Ossian, Breaker, Jesuly Damon Robinson, Zatu, Rapsusklei, Shabu, Gran Purismo, Blanco, Trafik, Hablerto El Cheff, Kriss, Quilate y Chukky.

### Con Mala Juntera
En enero de 2012 junto a Zatu, Capaz y Hazhe formarln un grupo llamado Mala Juntera, que el 5 de marzo de 2013 publicó un álbum titulado Cracks.

### Con Jefe de la M
Ha trabajado en varios proyectos con el rapero y productor Jefe de la M, entre ellos, se encuentra Kungfu Breaks, Funk y Roturas de Servicio, Cinema Breaks y Manual roturas de servicio vol. 1. 

### En Solitario
En 2004, lanza el álbum Creador Series (Vol 1),  con producciones propias y con colaboraciones de Toteking, Juaninacka, Dekoh, Shotta, Jesuly, Buda, Dogma Crew, El Limite, Zatu y PutoLoko. 
Más tarde, participó en proyectos de otros artistas como porductor y DJ.

## Colaboraciones[15]
- ToteKing "Música Para Enfermos" (2003)
- Juaninacka "Versión EP" (2003)
- Chojin "Jamás Intentes Negarlo" (2003)
- Juaninacka "Calidoscopio" (2004)
- Juaninacka "El Hombre" (2005)
- Juaninacka "Luces de neón" (2006)
- La Excepción "Aguantando el tiron" (2006)
- Falsalarma "Alquimia" (2005)
- El limite "Días insanos" (2006)
- Jesuly "De oro" (2006)
- La Excepción "Aguantando el estribo" (2006)
- Nach "Un Día En Suburía" (2008)
- Shotta "Sangre" (2008)
- Little Pepe "Del Mundo hacia Málaga" (2012)
- Rapsusklei "Melancolía" (2012)
- El Chojin "I.R.A" (2013)
- Duo Kie "Infierno" (2013)
- Rapsusklei & The Flow Fanatics "Reality Flow" (2014)
- El Chojin "Energía" (2015)
- Sharif "Bajo el Rayo que no Cesa" (2015)
- Little Pepe "La Fábrica de Lírica" (2015)
- Rapsusklei "Origami" (2016)
- Little Pepe "Templao" (2016)
- Shotta "Para Mi Gente" (2016)
- Sharif "Acariciando Mundo" (2017)
- Juaninacka "Del Amor y Otros Vicios" (2017)
- Fyahbwoy "F.y.a.h" (2018)
- Rapsusklei "Insano Juicio" (2018)
- Capaz "20 Golpes" (2018)
- Falsalarma "La Memoria de Mis Pasos" (2018)
- Beret "Prisma" (2019)
- Kase.O Remixes y Regalos (2019)
- El Chojin "...Y el Último"
- Little Pepe "El Real One Love" (2019)
- Los Chikos del Maiz "Comancheria" (2019)
- El Momo "Sueños Reales" (2019)
- ToteKing "The Kingtape" (2021)
- Rayden "Homónimo" (2021)
- Sharif & Gordo del Funk "De Inmensidades" (2021)
- Green Valley "La Llave Maestra" (2022)
- Rapsusklei "Cordura Transitoria" (2022)
- Fyahbwoy "Equilivrium" (2022)
- Langui "Espasticidad" (2022)
- Sho-Hai "Polvo" (2022)
- Maikel Delacalle "CÓDIGOS" (2023)
- Sara Socas "TFN-MAD" (2023)
- Lia Kali "Contra Todo Pronóstico" (2023)
- Chambao "Mañana" (2024)